# Lanfranc Cigala

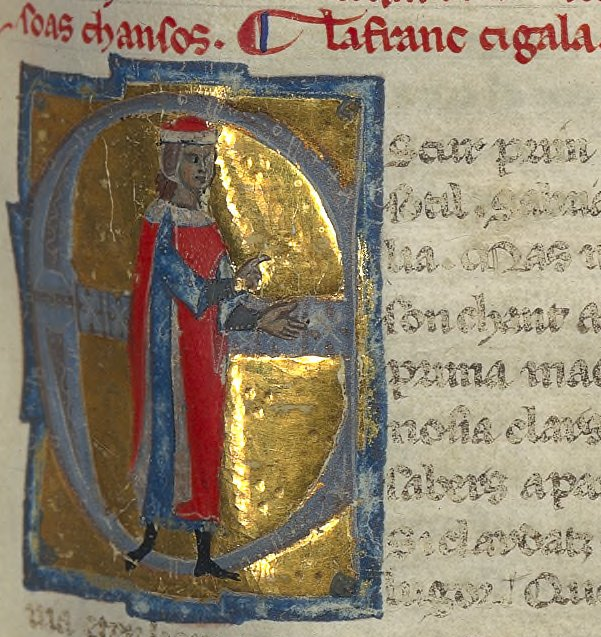
Lanfranc Cigala.

Lanfranc Cigala (o Cicala) (en italiano: Lanfranco, en occitano: Lafranc; fl. 1235–1257) fue un noble genovés, caballero, juez, y hombre de letras de mediados del siglo XIII. Es uno de los troubadours occitanos más famosos de Lombardia. Han sobrevivido 32 de sus poemas, que tratan sobre Cruzadas, herejía, poder papal, paz en la Cristiandad, y la lealtad en el amor. Lanfranc es representante de una tradición de trovatori italianos en idioma occitano quienes critican al Papado por su manejo de las Cruzadas.
La obra de Lanfranc que sobrevive se compone de 32 poemas, que incluyen siete cansos de amor cortés; cuatro cansos religiosos; tres sirventes; dos canciones sobre las Cruzadas; y una planto. Entre las 32 obras que se le atribuyen se encuentran nueve  tensos compuestos con otros trovadores: cuatro con Simon Doria y uno con cada uno de los siguientes trovadores: Jacme Grils, Guilleuma de Rosers, Lantelm, Rubaut, y un "Guilhem" desconocido.

## Biografía
Lanfranc es mencionado en un escrito de 1235 como un iudex (juez). En 1241, fue embajador de la República de Génova ante la corte de  Ramón Berenguer V de Provenza, donde probablemente conoce a Bertran d'Alamanon. En 1248, estuvo en Ceuta en una expedición mercantil. Se lo menciona por última vez como vivo en un documento fechado el 16 de marzo de 1257, y se lo menciona como fallecido el 24 de septiembre de 1258. Contrario a la leyenda, no fue asesinado en Mónaco en 1278.

## Poesía religiosa
Lanfranc era tanto un crítico de las políticas del Papado sobre las Cruzadas, como un entusiasta de la Cruzada albigense. Haciéndose eco de la declaración de Inocencio III que los cátaros eran peores que los sarracenos (1208), en su poema Si mos chans fos de joi ni de solatz (dirigido al Conde de Provenza, entonces Carlos de  Anjou), Lanfranc escribió:

| Coms Proensals, tost fora deliuratz Lo Sepulchres si vostra manentia Poges tan aut com lo prets qui vos guia,... Mas del passar non ai cor que'us destregna, C'obs es qe sai vostra valors pro tegna A la gleiza d'aitals guerreiadors. Ja de lai mar non queiratz Turcs peiors! | Conde de Provenza, pronto será liberado El [Santo] Sepulcro si usted desea Correspondido por la estima que usted inspira,... Pero carezco del corazón para urgirlo a que cruce [el mar], Porque hay necesidad de su valor para defender La Iglesia de sus atacantes. Al otro lado del mar hay turcos que son peores! |

Este poema fue escrito inmediatamente después de la pérdida de Jerusalén a manos de los jorezmitas en 1244 y coincidentemente con el último alzamiento albigense. Muy probablemente está fechado entre agosto de 1244 y el 17 de julio de 1245. Lanfranc consideraba que la causa de la caída de Jerusalén había sido la falta de paz entre los estados cristianos, lo cual era el primer prerrequisito para una Cruzada exitosa en el este. Si bien explícitamente él se negó a considerar culpable tanto al emperador (Federico II) o al papa (Inocencio IV), sus últimas palabras atacan la política del papa sobre una guerra para obtener ganancia.
En otro poema, Quan vei far bon fag plazentier, escrito a comienzos de 1248, Lanfranc compara el fin próximo de la Cristiandad con un  Sepulcro metafórico, al cual indica ha sido destruido por los sarracenos. Por lo tanto la Cristiandad, estaba condenada y no podía ser recuperada, porque había sido capturada por los infieles. Esta metáfora extrema era solo parte del deseo de Lanfranc de promover la paz entre los cristianos para ayudar a que sobreviviera la religión.
Entre las canciones  (cansos) religiosas de Lanfranc hay tres sobre temas marianos, el más destacado es Gloriosa sainta Maria.

## Poesía del amor

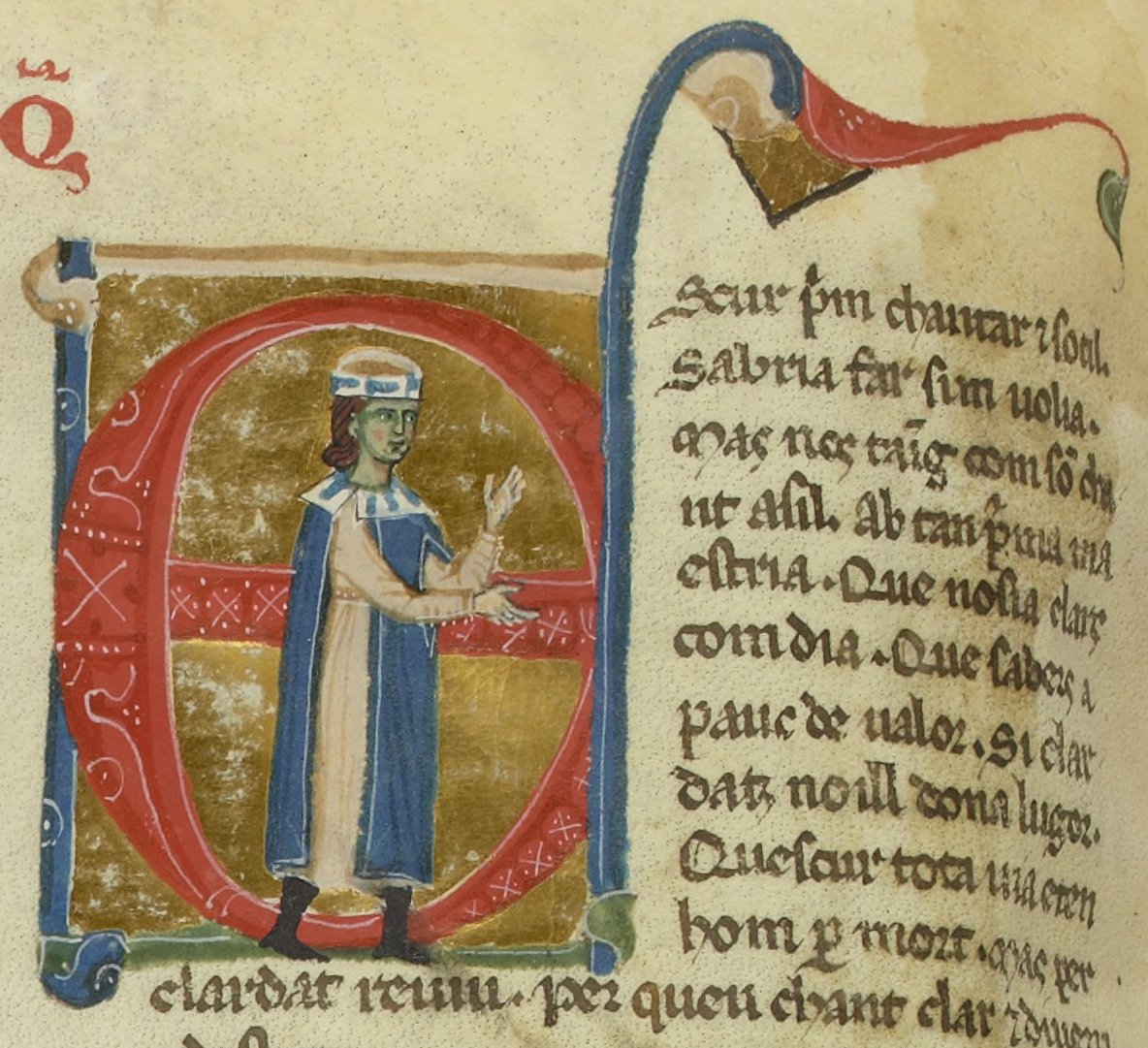
Lanfranc en un chansonnier del.

Algunos de las obras de Lanfranc presagian el dolce stil nuovo, como por ejemplo cuando expresa en su poema Quant en bon luec que ques amors pren en lejal cor naissenza (el amor nace en los corazones leales). Su poesía idealiza a la mujer y enfatiza la necesidad de lealtad. En otro poema, Lanfranc alaba a la fallecida condesa de Este:

... la vol dieus en cel far regnar,

e si tot sai en reman dechaenza

li saint angel la'n portaran chantan.

Entre las damas (dompnas) que Lanfranc celebra en su poesía estaba Berlenda y una de Villafranca, a quien el poeta dedica numerosos juegos de palabras, como ser Tan franc cors de dompn'ai trobat. Esta mujer puede haya sido Alasia, la hija de Guglielmo Malaspina. El único  planto compuesto por Lanfranc fue dedicado a una dama llamada Luresana, a quien Lanfranc llama chan-plor. El mismo comienza así: Eu non chant ges per talan de chantar.
En la obra Flores novellarum de Francesco da Barberino, una colección de novellas boccaccianas, hay una breve biografía de Lanfranc en la cual el trovador se debate por los "deberes de hospitalidad" y los "llamados amorosos de la dama". Esta novella es usada como ejemplo de los comienzos cuando la escena se transfiere "de la calle hacia el alma humana."

## Otras obras
Lanfranc también escribió un sirventes violento que comienza Estier mon grat mi fan dir vilanatge atacando a Bonifacio II de Montferrato en julio de 1245. Una composición más liviana es Escur prim chantar e sotil, una defensa del género trobar leu.